# Phare de El Rompido
Le Phare de El Rompido est un phare situé à 8 km de la ville de Cartaya de la province de Huelva en Andalousie (Espagne). Ce nouveau phare datant de 1976 remplace celui de 1861 qui est encore sur le site.
Il est géré par l'autorité portuaire du port de Huelva.

## Histoire
Le premier phare, construit en 1861, a été érigé dans le but de couvrir la zone de l'embouchure du fleuve Guadiana aux rivières Tinto et Odiel (en). C'est une tour ronde en pierre de 10 m de haut, avec galerie et lanterne, sur une maison de gardiens d'un seul étage. Le bâtiment est peint en blanc avec une lanterne grise. La lampe d'origine était alimentée à l'huile d'olive. En 1919, il a obtenu une alimentation à l'huile végétale. En 1928, sa caractéristique lumineuse a changé pour mieux le distinguer du Phare de Punta del Picacho par un groupe de 2 éclats blancs toutes les 5 secondes avec un système optique de lentilles tournantes. En 1934, il a été automatisé avec une installation d'acétylène. Il est proche de l'entrée du port d'El Rompido (en).
Le phare actuel, construit en 1975, a été mis en service en 1976, remplaçant celui établi en 1861 mais avec la même caractéristique lumineuse. C'est une tour cylindrique de 29 m de haut, avec double-galerie et lanterne, peinte en blanc avec une bande horizontale rouge. Il est situé juste derrière l'ancien phare et émet, à une hauteur de 43 m au-dessus du niveau de la mer, eux éclats blancs toutes les dix secondes.
Identifiant : ARLHS : SPA-271 ; ES-08570 - Amirauté : D2312 - NGA : 3828 .
|                               |
| Les deux phares de El Rompido |

|                    |
| Port de El Rompido |

### Lien connexe
- Liste des phares d'Espagne